# Assassinat de David Wilkie
David Wilkie était un chauffeur de taxi, fiancé et père de quatre enfants, qui fut assassiné le 30 novembre 1984 durant la grève des mineurs au Royaume-Uni, lorsque deux mineurs grévistes du syndicat de l'Union Nationale des Mineurs (NUM) ont fait tomber un bloc de béton depuis un pont sur son taxi parce qu'il conduisait un mineur non-gréviste à son travail. L'attaque illustre la violence utilisée lors de cette grève et a profondément choqué l'opinion britannique. Les deux mineurs, Dean Hancock et Russell Shankland, ont été reconnus coupables de meurtre et condamnés à une peine de prison à vie, mais ont fini par être libérés le 30 novembre 1989, c'est-à-dire exactement le jour du cinquième anniversaire de l'assassinat de David Wilkie.

## David Wilkie
David James Wilkie (9 juillet 1949 - 30 novembre 1984) était un père de quatre enfants. Il vivait avec sa fiancée Janice Reed, qui était la mère de sa fille de 2 ans et était enceinte d'un bébé qui est né 6 semaines après l'assassinat. Il avait également une fille de 12 ans et un fils de 5 ans nés d'une union précédente. Il travaillait à Treforest, dans le pays de Galles, comme chauffeur de taxi avec une Ford Cortina. 

## Déroulement des événements
Le 30 novembre 1984, David Wilkie conduisait le mineur David Williams à son travail à la mine de Merthyr Vale. Il était alors escorté par un motard et deux voitures de la police, en raison des violences de la grève des mineurs. Alors qu'il se trouvait sur la route A465 au nord de Rhymney, deux mineurs grévistes du syndicat de l'Union Nationale des Mineurs (NUM) ont fait tomber sur la route un bloc de béton de 21 kg depuis un pont à 8 mètres de hauteur,. David Wilkie est décédé sur les lieux tandis que son passager David Williams s'en est sorti avec des blessures légères.

## Les meurtriers
Dean Hancock et Russell Shankland, deux mineurs grévistes de la mine de Merthyr Vale et membres du syndicat de l'Union Nationale des Mineurs (NUM), ont été reconnus coupables de meurtre par un verdict majoritaire le 16 mai 1985 et ont été condamnés à la réclusion à perpétuité,,. Un troisième homme, Anthony Williams, qui était présent sur le pont mais a activement cherché à les décourager de laisser tomber le bloc de béton, a été acquitté. Les condamnations à perpétuité ont provoqué un tollé parmi les mineurs ; la grève avait pris fin au moment où le verdict a été rendu, mais 700 mineurs de Merthyr Vale ont manifesté en apprenant la nouvelle.
Dean Hancock et Russell Shankland ont fini par être libérés le 30 novembre 1989, c'est-à-dire exactement le jour du cinquième anniversaire de l'assassinat de David Wilkie.

## Le syndicat NUM
Kim Howells était alors dirigeant syndical de l'Union Nationale des Mineurs (NUM) pour la région et est devenu plus tard Membre du Parlement pour le Parti Travailliste et ministre du gouvernement Blair. En 2004, il a admis avoir détruit les dossiers liés aux actions des grévistes dès qu'il a appris l'assassinat, par crainte d'une enquête de la police sur le syndicat,.

## Conséquences
L'assassinat a entraîné une forte diminution du soutien public aux mineurs en grève et une augmentation du nombre de briseurs de grève. L'événement continue d’être régulièrement évoqué par les critiques du syndicat de l'Union Nationale des Mineurs (NUM), un des soutiens du Labour Party.